# Kalophrynus barioensis
Espèce
Kalophrynus barioensis est une espèce d'amphibiens de la famille des Microhylidae.

## Répartition
Cette espèce est endémique du Sarawak en Malaisie orientale. 

## Étymologie
Son nom d'espèce, composé de bario et du suffixe latin -ensis, « qui vit dans, qui habite », lui a été donné en référence au lieu de sa découverte, Bario.

## Publication originale
- Matsui & Nishikawa, 2011 : A new tiny Kalophrynus (Amphibia, Anura, Microhylidae) from northern Sarawak, Malaysian Borneo. Current Herpetology, vol. 30, no 2, p. 145-153.